# Joanes Haraneder
Joanes Haraneder (Saint-Jean-de-Luz, 1669-?) est un auteur de langue basque, prêtre, et traducteur des Évangiles et de littérature de dévotion.

## Biographie

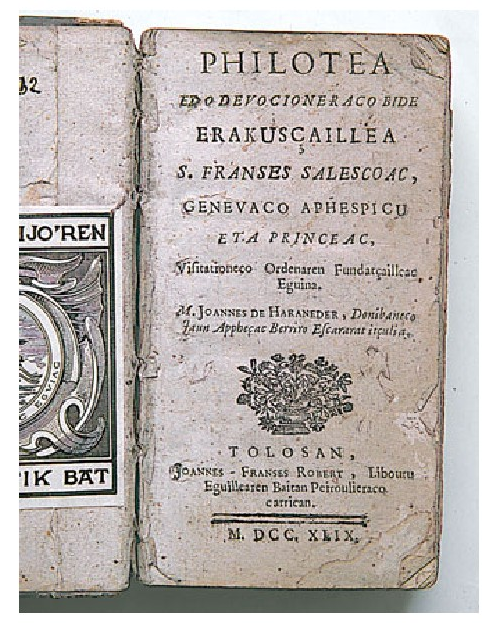
Joannes Haranederren Philotea, edo devocioneraco bide erakusçaillearen lehenbiziko edizioaren azala (Tolosa Okzitania, 1749).

Jean de Haraneder était issu d'une famille noble, et il resta prêtre dans sa commune de naissance. Il est l'auteur de la première traduction catholique du Nouveau Testament.
Même si le manuscrit de la traduction des quatre Évangiles, des Actes des Apôtres, des Épîtres et de l'Apocalypse date de 1740, il ne fut publié qu'en 1855, lorsque Dassance et Harriet l'adaptèrent, sous le titre Jesu-Christo gure Iaunaren Testament Berria [Nouveau Testament de Notre Seigneur Jesus-Christ].
Selon Mitxelena, Joanes Haraneder fut aidé d'autres traducteurs. Plus récemment, Patxi Altuna a publié l'intégralité du manuscrit sous le titre Jesu Christoren Evanjelio Saindua [le Saint Evangile de Jesus-Christ]  (Euskaltzaindia, 1990).
Le deuxième travail de traduction de Haraneder Philotea, edo devocioneraco bide erakusçaillea parut en 1749 à Toulouse, même si Sylvain Pouvreau l'avait déjà traduit en 1664. Un an plus tard, il publia la traduction du Combat spirituel de Lorenzo Scupoli, sous le titre Gudu izpirituala.

## Œuvres

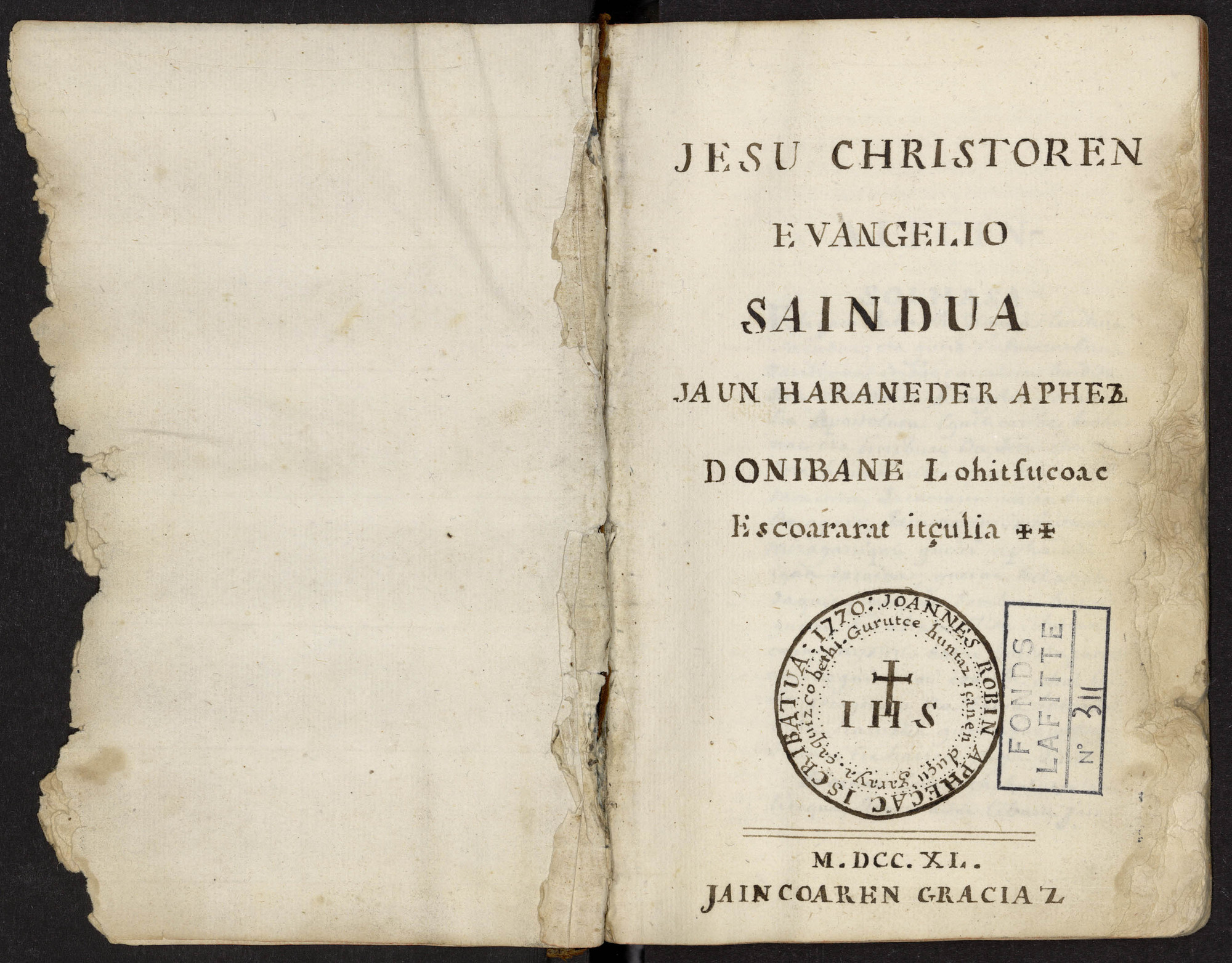
Traduction du Nouveau Testament par Joanes Haraneder. 1750, Manuscrit.

- Jesu Christoren Evangelio Saindua (1740; Bilbao, 1990)[2],[3]
- Philotea edo devocioneraco bide erakusçaillea (Toulouse, 1749)[4]
- Gudu izpirituala (Toulouse, 1750)[5]